# Tatăl miresei (film din 1991)
Tatăl miresei este un film american de comedie din 1991 care are în rolurile principale pe Steve Martin, Diane Keaton,  Kimberly Williams (în filmul său de debut), George Newbern, Martin Short, B. D. Wong și Kieran Culkin. Este un remake al filmului din 1950 cu același nume. Martin îl înfățișează pe George Banks, un om de afaceri și proprietarul unei companii de încălțăminte atletică (numită Side Kicks), care, atunci când află că fiica sa se căsătorește, nu vrea să o dea. În cele din urmă, învață să trăiască cu noul său ginere și își dă seama că, atât timp cât fiica lui este fericită, este fericit.
Filmul s-a deschis cu recenzii pozitive și a devenit un succes major la box office, câștigând de peste șase ori bugetul său. Cu succesul său, o continuare, Tatăl miresei, Partea a II-a a fost lansată în 1995. Acesta a fost al doilea dintre cele patru filme ale lui Nancy Meyers și Diane Keaton, primul fiind Baby Boom (1987); celelalte fiind Tatăl miresei - Partea a II-a (1995) și Something’s Gotta Give (2003).

## Distribuție
- Steve Martin – George Stanley Banks
- Diane Keaton – Nina Banks, soția lui George
- Martin Short – Franck Eggelhoffer
- Kimberly Williams – Annie Banks, fiica lui George și a Ninei
  - Amy Young – Annie, la 12 ani
  - Sarah Rose Karr – Annie, la 7 ani
  - Marissa Lefton – Annie, la 3 ani
- George Newbern – Bryan MacKenzie, soțul lui Annie
- Kieran Culkin – Matty Banks, fiul lui George și Nina
- BD Wong – Howard Weinstein, asistentul lui Franck
- Peter Michael Goetz – John MacKenzie, tatăl lui Bryan
- Kate McGregor-Stewart – Joanna MacKenzie, mama lui Bryan
- Richard Portnow – Al
- David Pasquesi – Hanck
- Chauncey Leopardi – Cameron
- Ira Heiden – Băiatul de la supermarket
- Eugene Levy – Cântăreț la audiție
- Tom Irish – Bob Banks, tatăl lui George

## Legături externe
- Tatăl miresei la Internet Movie Database
- Tatăl miresei la TCM Movie Database
- Tatăl miresei la AllRovi
- Tatăl miresei în Catalogul Institutului American de Film
- Tatăl miresei la Box Office Mojo
- Tatăl miresei la Rotten Tomatoes
- Tatăl miresei la Metacritic